# عبد الرزاق قرنح
عبد الرزاق قرنح (مواليد 20 ديسمبر 1948)؛ روائي تنزاني من أصول عربية يمنية، يكتب بالإنجليزية ويقيم في المملكة المتحدة. أشهر رواياته هي «الجنة» (1994)، والتي تم وضعها في القائمة المختصرة لكل من جائزة بوكر وويتبريد، ورواية «الهجران» (2005)، و«عن طريق البحر» (2001)، والتي تم إدراجها في القائمة الطويلة للبوكر وأدرجت في القائمة المختصرة لجائزة لوس أنجلوس تايمز للكتاب. مُنح جائزة نوبل في الأدب لعام 2021 وذلك نظراً لما أظهره من «حُسنِ استبصارٍ خالٍ من أي مساومة لآثار الاستعمار، ولتعاطفه مع قدر اللاجئ العالق في هُوَّة الاختلافات بين الثقافات والقارات».

## الحياة والوظيفة
وُلد «عبد الرزاق سالم قرنح» في سلطنة زنجبار، قبالة سواحل شرق إفريقيا، وذهب إلى بريطانيا كطالب عام 1968. درس في البداية في جامعة كانتربري كريست تشيرش، التي منحت شهاداتها في ذلك الوقت من جامعة لندن.
ثم انتقل إلى جامعة كنت حيث حصل على الدكتوراه عام 1982. من عام 1980 إلى عام 1982، حاضر قرنح في جامعة بايرو كانو في نيجيريا. وهو الآن أستاذ ومدير الدراسات العليا بجامعة كنت في قسم اللغة الإنجليزية. ينصب اهتمامه الأكاديمي الرئيسي على أدب ما بعد الاستعمارية والخطابات المرتبطة بالاستعمار، لا سيما فيما يتعلق بأفريقيا ومنطقة البحر الكاريبي والهند.
قام بتحرير مجلدين من «مقالات عن الكتابة الأفريقية»، ونشر مقالات عن عدد من كتاب ما بعد الاستعمار المعاصرين. عمل محررًا مساهما في مجلة Wasafiri منذ عام 1987.
يوم 7 أكتوبر 2021، حصل على جائزة نوبل في الأدب عام 2021 «لاختراقه المتشدد والعاطفي لتأثيرات الاستعمار ومصائر اللاجئين في الخليج بين الثقافات والقارات».

## كتابات

### الروايات
- «ذاكرة المغادرة» (1987)
- «طريق الحجاج» (1988)
- «دوتي» (1990)
- «الجنة» (1994)
- «الإعجاب بالصمت» (1996)
- «عن طريق البحر» (2001)
- «الهجر» (2005)
- «الهدية الأخيرة» (2011)
- «قلب الحصى» (2017)
- «الحياة بعد الموت» (2020)

### قصص قصيرة
- «أمي عاشت في مزرعة في أفريقيا» (2006)

## روابط خارجية
- عبد الرزاق قرنح على موقع مونزينجر (الألمانية)